# Hanerau-Hademarschen
Hanerau-Hademarschen est une commune allemande du Schleswig-Holstein, située dans l'arrondissement de Rendsburg-Eckernförde (Kreis Rendsburg-Eckernförde), à 22 kilomètres au sud-est de la ville de Heide. Hanerau-Hademarschen est l'une des 30 communes de l'Amt Mittelholstein (« Moyen-Holstein ») dont le siège est à Hohenwestedt.

## Personnages célèbres
- L'écrivain Theodor Storm (1817-1888) y a vécu de 1880 à 1888.